# لوسین بوشار
لوسین بوشار (فرانسوی: Lucien Bochard‎; ۱۰ اوت ۱۹۲۵ – ۲۰۰۴ (۷۸−۷۹ سال)) بازیکن فوتبال اهل فرانسه بود.
از باشگاه‌هایی که در آن بازی کرده‌است می‌توان به باشگاه فوتبال سدان اشاره کرد.
وی همچنین در تیم ملی فوتبال فرانسه بازی کرده‌است.